# Liste des évêques de Nashville
La liste des évêques de Nashville recense les noms des évêques qui se sont succédé à la tête du diocèse de Nashville (Dioecesis Nashvillensis) dans le Tennessee, aux États-Unis depuis sa création le 28 juillet 1837, par détachement du diocèse de Bardstown (en) :

## Évêques
- Richard Miles (Richard Pius Miles) : 28 juillet 1837-† 21 février 1860
- James Whelan : 21 février 1860-12 février 1864
- Patrick Feehan (Patrick Augustine Feehan) : 7 juin 1865-10 septembre 1880
- siège vacant : 10 septembre 1880-3 avril 1883
- Joseph Rademacher (ou James Rademacher) : 3 avril 1883-15 juillet 1893
- Thomas Byrne (Thomas Sebastian Byrne) : 10 mai 1894-† 4 septembre 1923
- Alphonse Smith (Alphonse John Smith) : 23 décembre 1923-† 16 décembre 1935
- William Adrian (William Lawrence Adrian) : 6 février 1936-† 4 septembre 1969
- Joseph Durick (Joseph Aloysius Durick) : 10 septembre 1969-2 avril 1975
- James Niedergeses (James Daniel Niedergeses) : 8 avril 1975-13 octobre 1992
- Edward Kmiec (Edward Urban Kmiec) : 13 octobre 1992-12 août 2004
- David Choby (David Raymond Choby) : 20 décembre 2005-† 3 juin 2017
- Mark Spalding (Joseph Mark Spalding) : depuis le 21 novembre 2017

## Source
- (en) Fiche du diocèse, sur Catholic-Hierarchy